# Albert Vandel
Albert Vandel (* 26. Dezember 1894 in Besançon; † 11. Oktober 1980 in Toulouse) war ein französischer Zoologe.

## Leben
Vandel studierte Biologie an der Sorbonne, unterbrochen vom Ersten Weltkrieg. 1917 erhielt er sein Lizenziat und 1922 wurde er bei Maurice Caullery über Regeneration von Plattwürmern promoviert. Ab 1927 war er Professor in Toulouse.
Er galt als führender Experte für Land-Asseln (Isopoda) und schrieb zwei Bände über diese in der Reihe Faune de France.
Ab 1948 war er aktiv am Aufbau eines Labors für biologische Höhlenforschung des CNRS in den Pyrenäen beteiligt (Grotte von Moulins), das 1954 eröffnet wurde und dessen Direktor er wurde.
1957 wurde er in die Académie des sciences und 1965 als assoziiertes Mitglied in die Königliche Akademie von Belgien aufgenommen.
Er befasste sich auch mit teilweise philosophischen Fragen der Entstehung des Lebens und der Entwicklungsgeschichte.

## Schriften
- La Parthénogenèse. Éd. G. Doin, Paris, 1931
- Essai sur l’origine, l'évolution et la classification des "Oniscoidea" (isopodes terrestres), Laboratoire d'évolution des êtres organisés. Paris, 1943
- L’Homme et l’évolution. Éd. Gallimard, Paris, 1949
- Isopodes terrestres (première partie). Faune de France volume 64, Éd. P. Lechevalier, Paris, 1960
- Isopodes terrestres (deuxième partie). Faune de France volume 66, Éd. P. Lechevalier, Paris, 1962
- Biospéologie, la biologie des animaux cavernicoles. Éd. Gauthier-Villars, Paris, 1964
- La Genèse du vivant. Éd. Masson, Paris, 1968